# Arnoldo di Selenhofen
Arnoldo di Selenhofen, noto anche come Arnoldo di Magonza (1095/1100 – Magonza, 24 giugno 1160), fu arcivescovo di Magonza dal 1153 sino al suo assassinio, avvenuto per le vie della città.
Nato da una famiglia benestante di Magonza, studiò all'Università di Parigi e divenne tesoriere dell'arcidiocesi di Magonza, quindi prevosto della cattedrale. Corrado III lo nominò arcicancelliere di Germania nel 1151 e Federico Barbarossa lo nominò arcivescovo nel 1153.
La sua amministrazione della giustizia fu impietosa. Mentre si trovava in Italia per il riconoscimento dell'antipapa Vittore IV nel 1159, i cittadini più importanti di Magonza si ribellarono alla sua autorità. Al suo ritorno venne assassinato davanti al monastero di St. Jakob. Venne sepolto nella chiesa "Santa Maria ad grada", di fronte al Duomo.